# Hela kändis-Sverige bakar – säsong 12
Hela kändis-Sverige bakar – säsong 12 är en spinoff-säsong av TV-programmet Hela Sverige bakar som har premiär på TV4 och på TV4 Play den 11 augusti 2025. Programledare är Tina Nordström och juryn består av bagaren Johan Sörberg och konditorn Elisabeth Johansson. De 12 kändisarna som deltar i säsongen tävlar i par och bakar tillsammans.

## Tävlande
Nedan presenteras deltagarna från säsongen. Informationen om deltagarna gäller när säsongen spelades in.
- Lag 1: Karl Fredrik Gustafsson & Petter Kjellén
- Lag 2: Mona Brorsson & Helena Ekholm
- Lag 3: Sissela Benn & Eric Stern
- Lag 4: Samir Badran & Viktor Frisk
- Lag 5: Arantxa Álvarez & Johan Petersson
- Lag 6: Annika Lantz & Sofia Wistam